# Titov Vrv
Le Titov Vrv (Титов врв) est le plus haut sommet des monts Šar en Macédoine du Nord, d'une altitude de 2 747 m, situé près de la ville de Tetovo. Son nom lui a été donné en l'honneur de Josip Broz Tito.